# Tetrastigma kwangsiense
Tetrastigma kwangsiense är en vinväxtart som beskrevs av Chao Luang Li. Tetrastigma kwangsiense ingår i släktet Tetrastigma och familjen vinväxter. Inga underarter finns listade i Catalogue of Life.